# Yana Egorian
Yana Karapetovna Egorian (Yerevan, 20 de dezembro de 1993) é uma esgrimista russa, nascida na Armênia, campeã olímpica em 2016 por equipes e individual no sabre.

## Carreira

### Rio 2016
Yana Egorian representou seu país nos Jogos Olímpicos de Verão de 2016, no sabre. Conseguiu a medalha de ouro no sabre individual.
Ela voltou a participar no sabre por equipes conquistando a medalha de ouro no sabre equipes, com Sofia Velikaya, Ekaterina Dyachenko e Yuliya Gavrilova. 